# Centre de Cultura Tradicional i Popular Marboleny
El Centre de Cultura Tradicional i Popular Marboleny és una entitat sense ànim de lucre de les Preses. Destaca per ser l'associació organitzadora del festival anual de la dansa d'arrel tradicional Ésdansa, si bé també duu a terme tasques de recerca i promoció de l'activitat cultural.

## Història
Els orígens de l'entitat són el 1976, com a colla sardanista de les Preses, organitzant anualment diverses audicions de sardanes i cursets d'ensenyament de ballar sardanes. Durant aquests primers anys va ser guardonada en diverses ocasions en concursos de sardanes, essent, entre d'altres, Campions de les Comarques Gironines el 1979 i el 1980.
No va ser fins anys més tard, el 1981, que va adoptar la vessant d'esbart dansaire, amb el nom de Cercle Folklòric i Cultual Marboleny. L'Esbart fou presentat com a tal el 1983; a partir d'aquest moment, progressivament, va abandonant la seva activitat sardanista per centrar-se, essencialment, a la d'esbart.
Paral·lelament també duu a terme activitat de recerca i preservació de les tradicions, a través del Grup de Recerca Folklòrica de la Garrotxa, creat el 1991.